# Bloody Oranges
Bloody Oranges (originalment en francès, Oranges sanguines) és una pel·lícula de comèdia francesa del 2021 dirigida per Jean-Christophe Meurisse. La pel·lícula es va projectar fora de competició al Festival de Canes de 2021. S'ha subtitulat al català.

## Repartiment
- Denis Podalydès
- Christophe Paou
- Guilaine Londez